# Emil Lang (Agrarwissenschaftler)
Emil Karl Georg Adolf Lang (* 6. Mai 1883 in Oberensingen; † 26. März 1959 in Kiel) war ein deutscher Agrarwissenschaftler.

## Werdegang
1925 erster Lehrstuhlinhaber der Christian-Albrechts-Universität Kiel. Er vereinheitlichte die landwirtschaftliche deutsche Buchführung. Die agrarwissenschaftliche Fakultät hat einen Hörsaal nach ihm benannt.
1927 wechselte Lang als ordentlicher Professor an die Albertus-Universität Königsberg. Ein Doktorand war Johannes Reinhold. Bis zur Flucht aus Ostpreußen war Lang Dekan der Landwirtschaftlichen Fakultät in Königsberg. Nach dem Krieg kehrte Lang nach Kiel zurück und wurde 1946 erneut zum Ordinarius des Instituts für Landwirtschaftliche Betriebslehre in Kiel ernannt.

## Privates
Sein Bruder, Wilhelm Lang (* 1. September 1876 in Kirchheim u. Teck; † 26. Juli 1938 in Berlin), war ebenfalls Agrarwissenschaftler.

## Werke
- Grundlagen und Formen der Deutschen Landwirtschaft. 1933.